# Бетин
Бетин е град-община в щата Минас Жерайс, Бразилия. Населението му е 407 003 жители (2006 г.), а площта 345,99 кв. км. Пощенският му код е 58400-000, а телефонния +55 31. Основан е на 17 декември 1938 г. Намира се на 860 м н.в. В града се намират рафинерия на Петробрас и най-голямата фабрика на Фиат.